# Gänserndorfi járás
A Gänserndorfi járás, kerület (németül Bezirk Gänserndorf) közigazgatási egység Ausztriában, Alsó-Ausztria tartományban, a cseh- és szlovák határnál. Gänserndorfi járás Bécs, Mistelbachi, Bruck an der Leitha-i, Korneuburgi, Szenicei, Malackai és Pozsonyi IV. járásokkal határos. Lakosainak száma 103 686 fő (2019. január 1.).

## A járáshoz tartozó települések

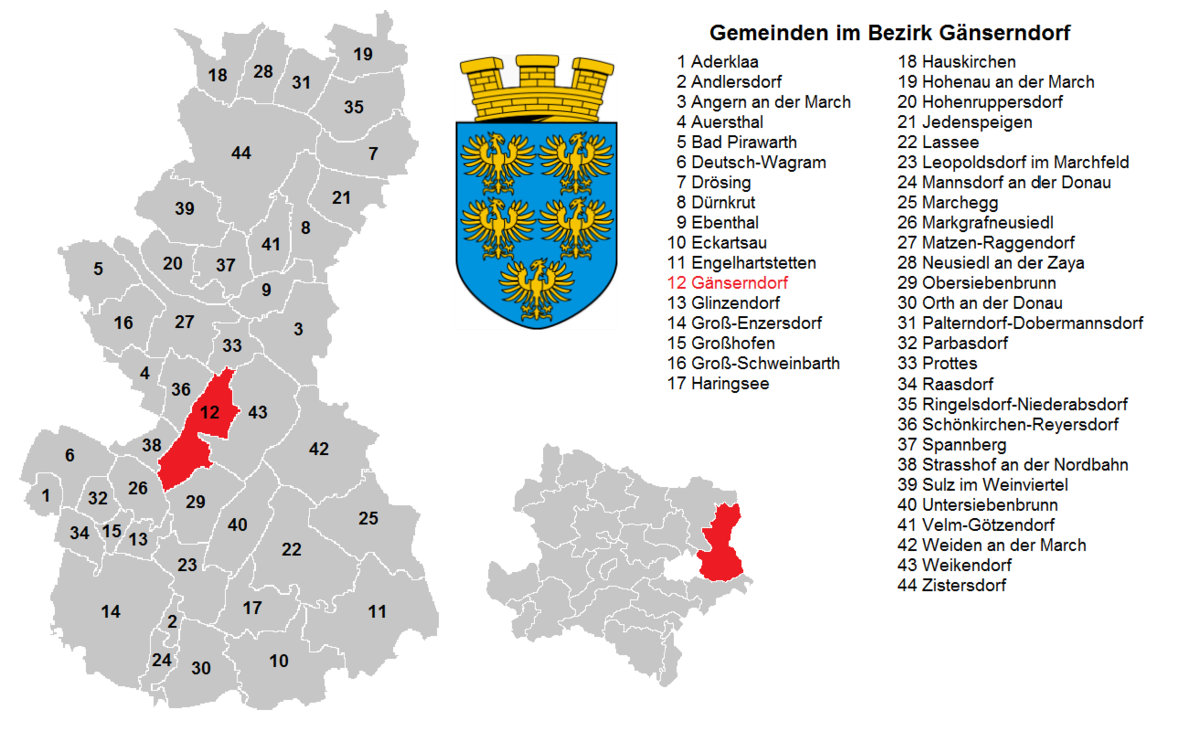
A Gänserndorfi járás községei

- Aderklaa
- Andlersdorf
- Angern an der March
- Auersthal
- Bad Pirawarth
- Deutsch-Wagram
- Drösing
- Dürnkrut
- Ebenthal
- Eckartsau
- Engelhartstetten
- Gänserndorf
- Glinzendorf
- Groß-Enzersdorf
- Groß-Schweinbarth
- Großhofen
- Haringsee
- Hauskirchen
- Hohenau an der March
- Hohenruppersdorf
- Jedenspeigen
- Lassee
- Leopoldsdorf im Marchfeld
- Mannsdorf an der Donau
- Marchegg
- Markgrafneusiedl
- Matzen-Raggendorf
- Neusiedl an der Zaya
- Obersiebenbrunn
- Orth an der Donau
- Palterndorf-Dobermannsdorf
- Parbasdorf
- Prottes
- Raasdorf
- Ringelsdorf-Niederabsdorf
- Schönkirchen-Reyersdorf
- Spannberg
- Strasshof an der Nordbahn
- Sulz im Weinviertel
- Untersiebenbrunn
- Velm-Götzendorf
- Weiden an der March
- Weikendorf
- Zistersdorf